# エリザベス・モンロー
エリザベス・コートライト・モンロー（Elizabeth Kortright Monroe , 1768年6月30日 - 1830年9月23日）は、第5代アメリカ合衆国大統領ジェームズ・モンローの夫人（アメリカ合衆国のファーストレディ）である。身長5フィート（約152cm）。

## 家族
1768年6月30日にイギリス領北米植民地のニューヨーク植民地ニューヨークにてローレンス・コートライト（1728年 - 1794年）とハンナ・アスピンウォール（1730年頃 - 1777年）の娘（3人の姉妹・1人の兄弟がいる。出生順は不明）として生まれた。父ローレンスはフレンチ・インディアン戦争中に私掠船で活躍して裕福になった商人だった。
1786年2月16日に17歳で、27歳のジェームズ・モンローと結婚した。エリザベスは細身で黒い髪と青い目を持ち、優雅であり、亡くなる直前まで年齢より何歳も若く見える美しさを維持していたと言われている。モンローとの間には3人の子供をもうけた。
- エリザ・コートライト・モンロー（1787年 - 1835年） - 1808年に著名な弁護士であるジョージ・ヘイ（英語版）と結婚。病弱の母に代わり、ホワイトハウスのホステス役をこなすことが多かった[4]。
- ジェームズ・スペンス・モンロー（1799年 - 1801年）
- マリア・ヘスター・モンロー（1803年 - 1850年） - 1820年3月9日にモンロー大統領の秘書を務めるサミュエル・ローレンス・ガバナー（英語版）とホワイトハウスで結婚式を挙げた。大統領の娘がホワイトハウスで結婚式を挙げるのはこれが初めてだった[5]。

## 長いヨーロッパ生活

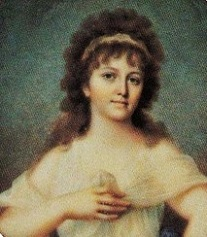
数少ないエリザベス・モンローの既知の肖像画の一つ

夫のモンローがジョージ・ワシントン初代アメリカ合衆国大統領によって1794年に在仏全権公使に任命されると、エリザベスもフランスへ向かう夫に同行した。当時のフランスは恐怖政治の真っ只中にあり、かつてアメリカ独立戦争を助けてくれたジルベール・デュ・モティエ・ド・ラファイエット侯爵の夫人のアドリアンヌ・ド・ラファイエットもパリ市内の刑務所に投獄されており、いつギロチンで処刑されてもおかしくない状況にあった。そこでエリザベスは思い切った行動に出た。派手に馬車を仕立てて、野次馬の群れに取り巻かれつつ刑務所内のアドリアンヌ夫人を訪問し、群衆の目の前で感動的な抱擁を演じ、人々の同情をひいて喝采を博したのである。この後にエリザベスは公安委員会から、アドリアンヌ夫人の釈放を取りつけた。この出来事以降、エリザベスはフランスで非常に人気がある女性となり、「アメリカの美しい人」と愛着を込めて呼ばれるようになった。
その後、在仏全権公使を解任されたモンローは、1799年から1803年までバージニア州知事を務めた。エリザベス夫人はこのバージニアで暮らしていた時期から体調不良が目立つようになった。1803年から1807年まではモンロー一家はヨーロッパに戻ってパリやロンドンで暮らし、夫妻は1804年12月2日のナポレオン・ボナパルトの戴冠式にも招待されている。
1811年にモンローがジェームズ・マディソン大統領から国務長官に任命されると、一家はワシントンD.C.に移り住んだ。

## ファーストレディとして
1817年3月4日にモンローが第5代アメリカ合衆国大統領が就任し、エリザベスはファーストレディとなった。エリザベスは就任式の間は終始控えめな役割を演じ、第2期の1821年3月4日の就任式には出席しなかった。前任のドリー・マディソンと対照的に、パーティーを好まず、出来る限りホワイトハウスのプライバシーを守ろうとした。彼女はリューマチ、頭痛、および発熱など生涯を通じて病気がちであり、身体が弱かった。てんかんと見られる症状を起こしていたことも知られている。そのために長女エリザが母の代わりにファーストレディの役割を担うことが多かった。
モンロー一家はヨーロッパの社会慣習の影響を受けていた。プライベートでは家族はフランス語で会話をしており、エリザベスは多くの家具をフランスから購入していた。
エリザベスはワシントンD.C.の伝統を守るつもりもなかった。従来の慣習では大統領夫人はホワイトハウスを表敬訪問した議員夫妻らに対し、必ず数日中に答礼訪問をしなければならないことになっていたが、エリザベスは健康が優れないことを理由に、慣習に反して答礼訪問をしないことに決めた。平日のほとんどを潰してしまうほどの重労働であり、市の人口も年々増えていたので、その負担は増す一方だったが、この決定によって気位が高過ぎると反発された。
次女マリアのホワイトハウスでの結婚式は、ドリー・マディソンによって普及した「バージニアスタイル」ではなく、出席者を身内に限定する「ニューヨークスタイル」に沿って挙行され、招待状を心待ちにしていたワシントン人士の期待は裏切られることになった。
エリザベスが嫁いだ娘を訪ねるという名目で、何ヶ月もホワイトハウスを留守にしたことがあったが、これも悪評の原因となった。ファーストレディが留守の間は女性はホワイトハウスを訪問出来ないというルールがすでに出来ていたので、夫がホワイトハウスに招待されても着飾って同行することが出来なかったからである。男だけのパーティーが開かれたものの、会話下手のモンロー大統領では長い沈黙が生じて盛り上がらず、早々とお開きになることが多かったと言われている。
こうしたことが積み重なり、今度はエリザベスがパーティーを開いても夫人らがボイコットし、壁際に空いた椅子が並ぶという異様な光景が続いた。有名な新聞記者ウィリアム・ウィンストン・シートンの夫人は「大統領の応接間は昨夜はみすぼらしい空席の椅子の列ばかりだった。出席した5人の女性のうち3人は外国人だった」と書いている。
彼女の方針も最後の頃になると受け入れられるようになり、このようなボイコットも少なくなっていった。1825年1月1日の最後の新年会に参加した人物は、エリザベスの印象について「威厳のある風格」と表現し、「彼女のドレスは素晴らしい黒のベルベットです。首周りと腕はむき出しで美しい形です。髪は膨らませてあって高く盛り上げられ、白のダチョウの大羽で飾られています。首周りには素敵な真珠のネックレスを着けています。彼女はもう若さは失っているものの、依然として容姿に優れた女性です」と詳しく述べている。

## モンロー大統領退任後
モンロー大統領が退任した時、エリザベスの体調は優れず、すぐに移動出来なかった。夫妻がバージニア州オーク・ヒルの邸宅に戻ったのは退任から3週間後のことだった。エリザベスは1826年に激しい発作に襲われ、暖炉の近くに倒れこみ、重度の火傷を負った。
エリザベスは1830年9月23日にオーク・ヒルで亡くなった。62歳没。
ジェームズ・モンローはエリザベスの死後、自分ももう先は長くないだろうと語った。その言葉通りとなり、妻の死の10ヶ月後に亡くなった。

## 記念硬貨
大統領1ドル硬貨プログラムの一環として2008年2月28日に合衆国造幣局はエリザベス・モンローの栄誉を称える10ドル金貨と銅メダルを発行した。